# Joel Almeida
Joel Freitas Almeida (São Vicente, 11 ottobre 1985) è un cestista capoverdiano con cittadinanza portoghese.
È il fratello maggiore di Ivan Almeida, anch'egli cestista.

## Carriera
Con Capo Verde ha disputato tre edizioni dei Campionati africani (2009, 2015, 2021).